# SF宝石
『SF宝石』（エスエフほうせき）は、光文社から刊行されたSF雑誌である。書名は、江戸川乱歩の編集になるミステリ専門雑誌『宝石』から取られた。1979年5月から1981年6月までの2年間にわたって、隔月で全12号が刊行された。隔月なのは、同時期に刊行されたミステリ雑誌『EQ』と交代で発行されていたためである。
アメリカのSF専門誌『アシモフズ・サイエンス・フィクション』誌と提携して、翻訳SFや、欧米を中心とする海外SF作品の情報・作品紹介などが充実していた。伊藤典夫・鏡明ら数人の評者が新刊SF作品を総まくりする連載コーナー「新刊チェック・リスト」が好評で、本誌の廃刊後にはSF専門誌「SFアドベンチャー」に引き継がれることになった。
日本SF作家クラブ50周年に合わせ、2013年8月、光文社から日本人作家の書き下ろしアンソロジー本（雑誌ではなく書籍扱い）として一時的に復活し、2015年にも『SF宝石』の名を冠して同様のアンソロジー本が出た。